# Litoria richardsi
Espèce
Statut de conservation UICN

 DD  : Données insuffisantes
Litoria richardsi est une espèce d'amphibiens de la famille des Pelodryadidae.

## Répartition
Cette espèce est endémique en Nouvelle-Guinée. Elle se rencontre, :
- à proximité de la rivière Tiri, dans le bassin du Mamberamo dans la province de Papouasie en Indonésie à 80 m d'altitude ;
- près de Tabubil dans la Province occidentale en Papouasie-Nouvelle-Guinée, à 500 m d'altitude.

## Étymologie
Cette espèce est nommée en l'honneur de Stephen J. Richards.

## Publication originale
- Dennis & Cunningham, 2006 : Litoria richardsi sp. nov., a new treefrog (Anura: Hylidae) from New Guinea. Memoirs of the Queensland Museum, vol. 52, no 1, p. 65-70.